# Frederik Ruysch
Frederik Ruysch, (* Haia, 23 de Março de 1638 - Amsterdam, 22 de Fevereiro de 1731), foi médico, botânico e anatomista holandês. Notabilizou-se pelos seus estudos com relação à preservação anatômica e a criação de dioramas ou cenários para incorporação de partes humanas. Ruysch chegou ao reconhecimento por causa da sua demonstração das válvulas do sistema linfático, do órgão vomeronasal, existente nas cobras, e a artéria central do olho (arteria centralis oculi).

## Vida
Frederik Ruysch nasceu na cidade de Haia, filho de um funcionário do governo, e começou a sua carreira como aluno de um boticário. Fascinado por anatomia, ele estudou na Universidade de Leiden, e teve Franciscus Sylvius, Johannes Hornius (1621-1670) e Florentius Schuyl (1619-1669), como seus professores. Seus companheiros da universidade foram Jan Swammerdam, Reinier de Graaf e Niels Stensen. Corpos humanos para dissecação eram relativamente raros e caros, e Ruysch procurou encontrar uma maneira de preparar os órgãos. Em 1661 ele se casou com a filha de um arquiteto holandês, chamado Pieter Post. Formou-se em 1664 com uma tese sobre a inflamação da Pleura.  
Ruysch tornou-se praelector/instrutor da sociedade dos cirurgiões de Amsterdam em 1667. Em 1668 foi nomeado instrutor chefe de obstetrícia da cidade. Não era permitido a ninguém praticar a profissão até que fossem examinados por Ruysch. Em 1679, foi escolhido para ser conselheiro forense nos tribunais de Amsterdam e em 1685 se tornou professor de botânica e primeiro diretor do Jardim Botânico de Amsterdam, onde ele trabalhou com Jan Swammerdam e Caspar Commelin. Ruysch se especializou em plantas indígenas.
Ruysch pesquisou muitas áreas de anatomia humana, e também estudou fisiologia, onde usava preparados específicos na preservação dos órgãos, e montou uma das coleções mais famosas da Europa voltada para a anatomia. A sua especialidade maior era a preparação e a preservação de espécimes em um licor balsâmico secreto e acredita-se ter sido ele o primeiro a usar o embalsamamento arterial com esta finalidade. Durante a sua infância, a sua filha, Rachel Ruysch, pintora de naturezas mortas, o auxiliou a decorar a coleção com flores, peixes, conchas marinhas, e as delicadas partes do corpo com rendas.
Em 1697, Pedro, O Grande, e Nicolaes Witsen (1641-1717), visitaram Ruysch, que havia distribuído todos os espécimes em cinco salas, durante dois dias da semana que foram abertos para o público. Nessa ocasião, ele contou a Pedro, que tinha profundo interesse pela ciência, como coletar borboletas e o modo de preservá-las. Eles também tinham um interesse comum com relação a lagartos. Juntos foram visitar os pacientes. Em 1717, durante a sua segunda visita, Ruysch vendeu o seu repositório de curiosidades para Pedro, O Grande, por 30.000 florins, incluindo o segredo do licor, constituído de sangue de porco em panos, azul de Berlin, e óxido de mercúrio (HgO). Ruysch se recusou a ajudar quando tudo teve de ser empacotado e rotulado. Coube a Albertus Seba a difícil tarefa, que lhe custou mais de um mês de trabalho. Os 100 pacotes com as embalagens não foram enviados imediatamente, mas divididos em dois navios, por causa da Grande Guerra Nórdica que ocorreu no ano seguinte. A coleção chegou intacta, e rumores de que os marinheiros haviam bebido o álcool não eram verdadeiras.
Ruysch imediatamente iniciou uma nova coleção em sua casa em Bloemgracht, em Jordaan, um distrito de Amsterdam. Depois de sua morte, esta coleção foi vendida para Augusto, O Forte. Embora ainda existam algumas das suas coleções que foram preservadas, nenhum dos seus cenários resistiu ao poder renovador do tempo. Eles são conhecidos apenas através de uma série de gravuras, notadamente aquelas feitas por Cornelius Huyberts.
Um genro de Ruysch, Jurriaen Pool (1666-1745), pintou o retrato do sogro. Frederik Ruysch fez algumas publicações com Herman Boerhaave.

## Obras Principais

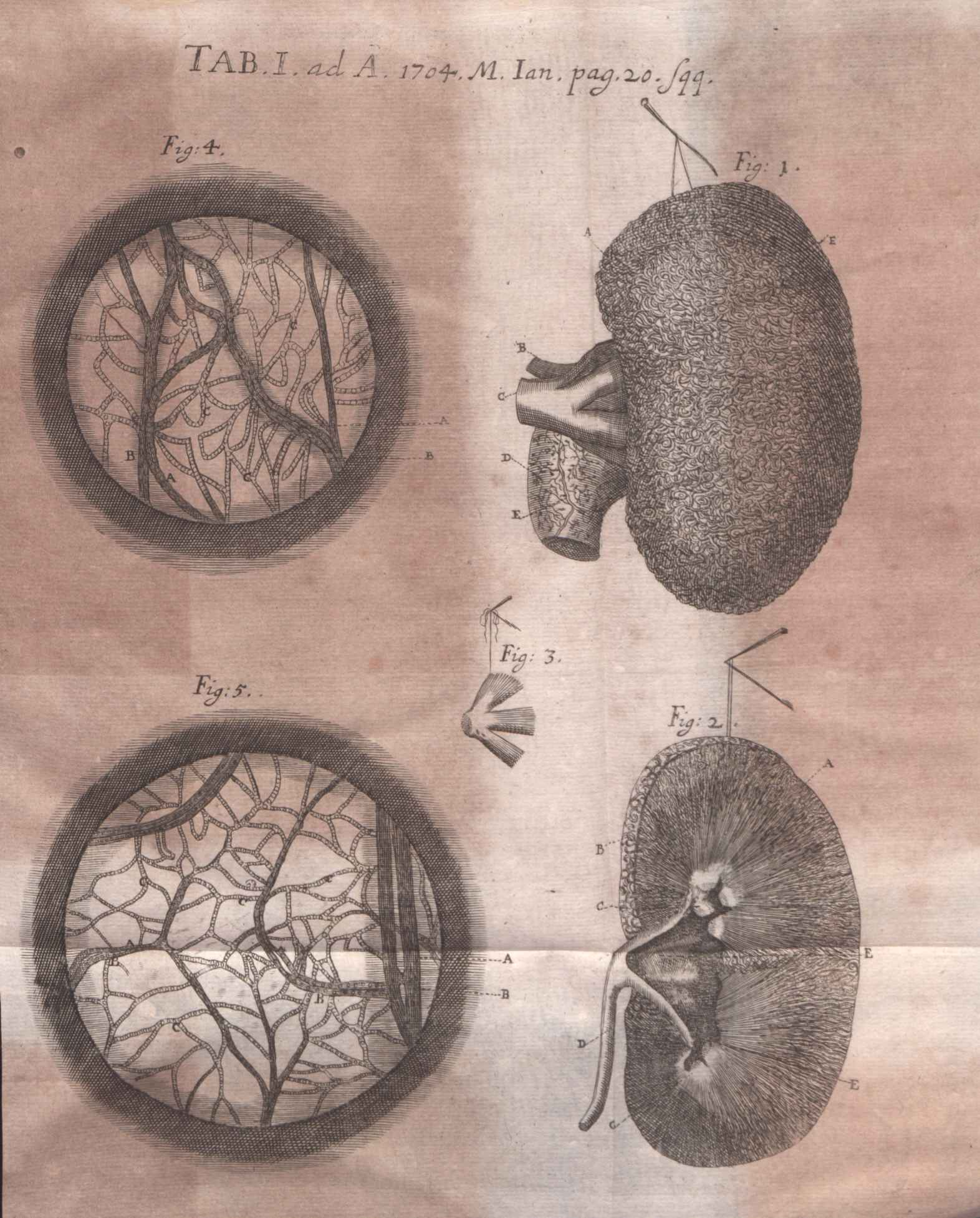
Ilustração da revisão a Thesaurus anatomicus publicada em Acta eruditorum, 1704

- Disputatio medica inauguralis de pleuritide. Dissertation, Leiden, 1664
- Dilucidatio valvularum in vasis lymphaticis et lacteis. Hagae-Comitiae, ex officina H. Gael, 1665; Leiden, 1667; Amsterdam, 1720. 2ª ed. 1742
- Museum anatomicum Ruyschianum, sive catalogus rariorum quae in Authoris aedibus asservantur. Amsterdam, 1691. 2. Aufl. 1721; 3ª ed. 1737
- Catalogus Musaei Ruyschiani. Praeparatorum Anatomicorum, variorum Animalium, Plantarum, aliarumque Rerum Naturalium. Amsterdam: Janssonio-Waesbergios, 1731
- Observationum anatomico-chirurgicarum centuria. Amsterdam 1691; 2ª ed. 1721; 3ª ed. 1737
- Epistolae anatomicae problematicae. 14 vols. Amsterdam, 1696-1701
- Het eerste Anatomisch Cabinet. Amsterdam, Johan Wolters, 1701
- Thesaurus anatomicus. 10 Delen. Amsterdam, Johan Wolters, 1701–1716
- Adversarium anatomico-medico-chirurgicorum decas prima. Amsterdam 1717
- Curae posteriores seu thesaurus anatomicus omnium precedentium maximus. Amsterdam, 1724
- Thesaurus animalium primus. Amsterdam, 1728. 18: Amsterdam, 1710, 1725
- Curae renovatae seu thesaurus anatomicus post curas posteriores novus. Amsterdam, 1728.
- Samen met Herman Boerhaave: Opusculum anatomicum de fabrica glandularum in corpore humano. Leiden, 1722; Amsterdam, 1733
- Tractatio anatomica de musculo in fundo uteri. Amsterdam, 1723
- Opera omnia. 4 vols. Amsterdam, 1721
- Opera omnia anatomico-medico-chirurgica huc usque edita. 5 tomos. Amsterdam, 1737
- Herbarivm Rvyschianvm, in Mvsei Imperialis Petropolitani, vol. 1, pars secvnda. Petropolitanae, 1745